# Estació de Tarongers
L'estació de Tarongers és una de les estacions de tramvia del metro de València. És situada a l'avinguda dels Tarongers, davant de la Universitat Politècnica de València.
| Procedència/Destinació          | <           | Línia | >        | Procedència/Destinació |
| ------------------------------- | ----------- | ----- | -------- | ---------------------- |
| Mas del Rosari/Fira de València | La Carrasca |       | Serrería | Doctor Lluch           |
| Lloma-Llarga/Terramelar         | La Carrasca | ...   | Serrería | Doctor Lluch           |
| Tossal del Rei                  | La Carrasca | ...   | Serrería | Marítim                |

## Accessos
- Avinguda dels Tarongers